# ジョージ・アルバート・ブーレンジャー

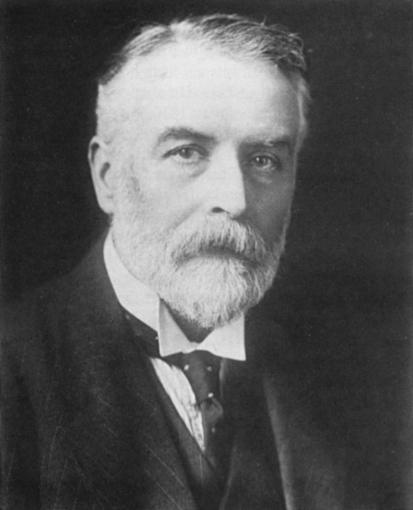
George Boulenger.

ジョージ・アルバート・ブーレンジャーまたはジョルジュ・アルベール・ブーランジェ（George Albert Boulenger 、1858年10月13日 – 1937年11月21日）はベルギー生まれで、イギリスで働いた動物学者である。両生類、爬虫類、魚類を専門とした。

## 略歴
ブリュッセルで生まれた。1877年にブリュッセル自由大学を卒業し、しばらくベルギー自然科学研究所で働き、両生類、爬虫類、魚類を研究した。この間しばしば、パリ自然史博物館や大英博物館を訪れた。1880年に当時大英博物館の一部であった自然史博物館のアルベルト・ギュンターに招かれ、自然史博物館の両生類標本の、整理分類をする仕事についた。大英博物館で働くためにはイギリスの公務員となる必要があるためイギリス国籍を取得した。1882年に動物学部門の第1級助手となり、1920年までその仕事を続けた。標本の分類において驚異的な記憶力を示し、以前見た種と学名が記憶できたとされ、英独仏語を話し、スペイン語、イタリア語、さらにロシア語も多少読むことができた。1921年までに875編の論文を発表し、19のモノグラフを執筆した。1,096の魚類の種、556の両生類の種、872の爬虫類の種を記載した。著作には"The Snakes Of Europe" (1913)などがある。
1894年王立協会フェロー選出。1897年にベルギー国王が、コンゴに博物館を設立するために博物学者を募集した時、委員会の議長に選ばれた。コンゴの種としては洞窟内に生息し、目や色素が退化しているブラインドアフリカンバルブ（Caecobarbus geertsii）を記載したことで知られている。
1920年に自然史博物館を退職した後は植物のバラの研究を行った。
アメリカ魚類・両生爬虫類学会（American Society of Ichthyologists and Herpetologists）の会員を務め、1935年に名誉会員に選ばれた。1937年にベルギーから、レオポルド勲章を贈られた。
24の両生類の種の学名の種小名にboulengeri、boulengerii、georgeboulengeriなどが付けられている。